# Stade Municipal Bou Ali-Lahouar
Het Stade Municipal Bou Ali-Lahouar is een multifunctioneel stadion in Hammam Sousse, Tunesië. In het stadion kunnen 6.500 toeschouwers. Het wordt vooral gebruikt voor voetbalwedstrijden. De voetbalclub ES Hammam-Sousse, die uitkomt in de Nationale A van Tunesië speelt in dit stadion zijn thuiswedstrijden.
In 1965 werd dit stadion gebruikt voor een wedstrijd op Afrika Cup van 1965
| № | Datum            | Wedstrijd              | Uitslag | Afrika Cup |
| - | ---------------- | ---------------------- | ------- | ---------- |
| 1 | 12 november 1965 | Ghana – Congo-Kinshasa | 5 – 2   | Groep B    |